# سلاح أبيض
السلاح الأبيض مصطلح يطلق على طيف من الأسلحة الفردية اليدوية غير النارية التي تستخدم للهجوم وللدفاع، وأحيانا تكون أداة للقتل، ولا يعني الإشارة لها باللون، أنها محددة بلون معين. ومع أن اللفظة جائت من لون نصال الأسلحة القاطعة كالحراب والخناجر، فكلمة بيضاء تشير الآن لنوعها فهذه الأسلحة هي مثل السكاكين والسيوف وغيرها من أنواع الأدوات المستخدمة في الطعن والقطع، ولا تدخل فيها الأسلحة النارية. يمنع حمل السلاح الأبيض في العديد من المرافق العامة، بشكل دولي، كالمطارات والملاعب والمدارس والحانات عامة والشوارع عمومًا.

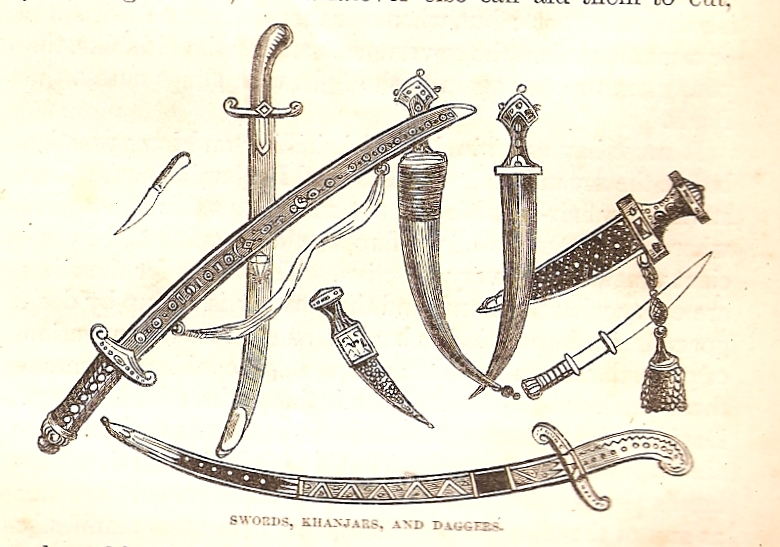
السكاكين والخناجر والسيوف هي أكثر الأسلحة البيضاء شيوعًا منذ عصور

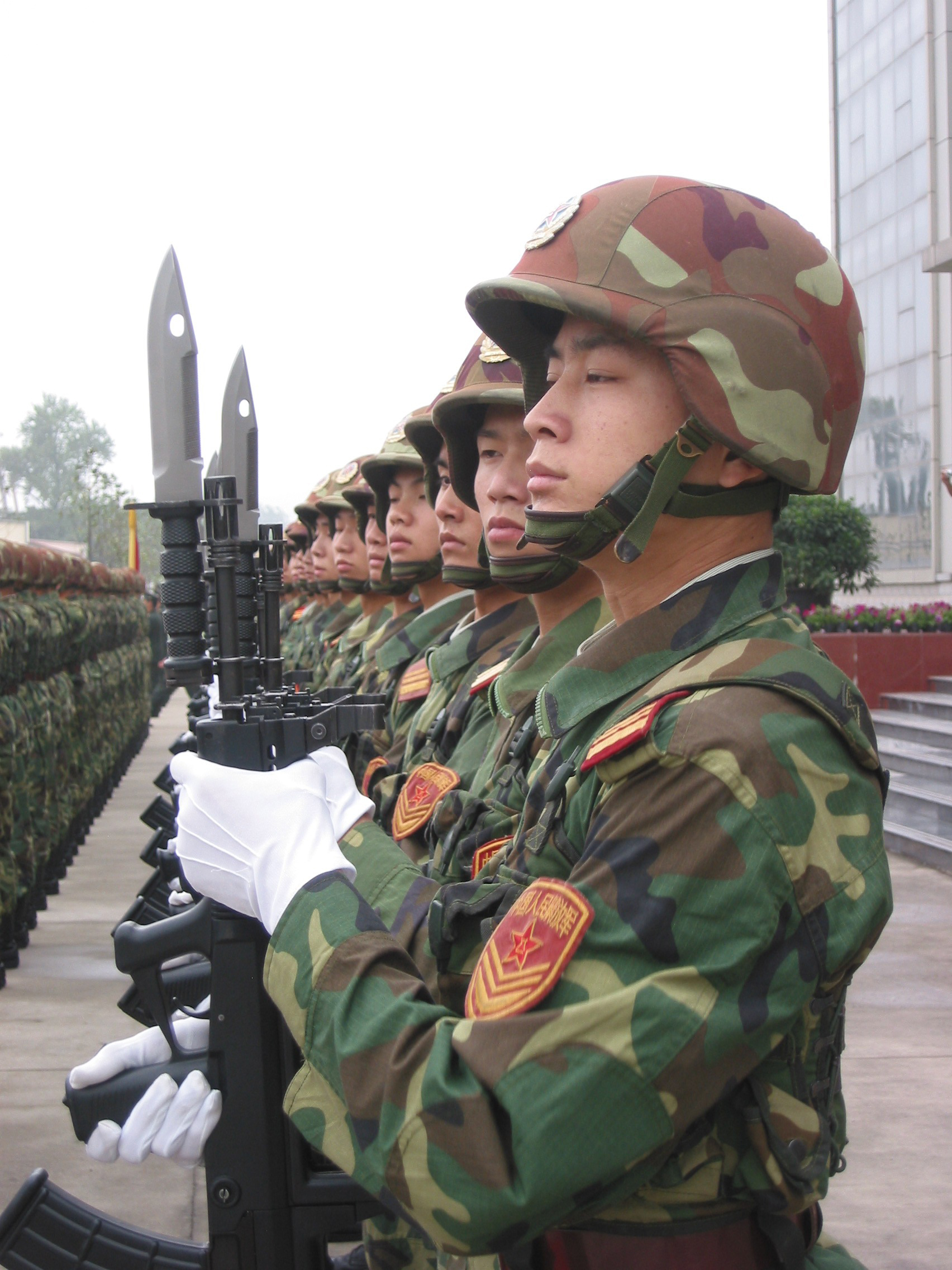
ما زالت الحربة جزءًا أساسيًا من معدات الجنود كما بالصورة حيث تظهر حربات مثبتة على بنادق جنود صينيين

## أمثلة على أسلحة بيضاء عسكرية
لا يمكن استخدام الأسلحة البيضاء إلا في مرحلة القتال القريب أو القتال رجلٍ لرجل، ولا زال الخنجر والحربة والسكين وفأس القتال حتى اليوم من الأسلحة الضرورية للمظليين والمغاوير ورجال الوحدات الخاصة. ومن أمثلتها:
- الحربة، عادة ما تثبت بمقدمة البندقية.
- الخناجر بأنواعها.
- السكاكين.
- الفأس.